# Sven Blomberg (tecknare)
Sven Åke Eskil Blomberg, född 23 augusti 1903 i Lindesberg, död 29 november 1984 i Stockholm, var en svensk tecknare och reklamkonstnär.
Han var son till boktryckaren Oriel Blomberg med makan född Karlsson.
Blomberg studerade vid Tekniska skolan i Stockholm 1923–1924. Därefter praktiserade han först som dekorationsmålare innan han anställdes vid Esselte som reklamtecknare. Vid sidan av sitt arbete som tecknare ansvarade han för den konstnärliga utformningen av ett flertal utställningar, bland annat Stockholmsutställningens specialhall. Sven Blomberg är gravsatt i minneslunden på Kungsholms kyrkogård i Stockholm.